# Borna Gojo
Borna Gojo (Spalato, 27 febbraio 1998) è un tennista croato.
In singolare ha raggiunto il quarto turno agli US Open 2023, ha vinto due titoli Challenger e il suo miglior ranking ATP è il 72º posto del novembre 2023. È stato protagonista nella Coppa Davis 2020-2021 contribuendo con le sue vittorie a raggiungere la finale persa dalla Croazia contro la Russia. È crollato nel ranking dopo l'infortunio subito nel gennaio 2024.

## Carriera

### College e primi titoli ITF da professionista
Gioca nel campionato dei College degli Stati Uniti per la Wake Forest University. Fa la prima isolata apparizione tra i professionisti in un torneo del circuito ITF nel 2013. Rientra nel 2016 e comincia a giocare con continuità. Verso fine stagione conquista due titoli ITF in doppio e a dicembre raggiunge la prima finale ITF in singolare ad Antalya. Alla fine del 2017, alla sua prima apparizione nell'ATP Challenger Tour, supera le qualificazioni ed esce al primo turno a Pune.
Nel 2018 abbandona i tornei del circuito ITF, ad agosto debutta con una wild card in un torneo ATP a Winston-Salem e perde in due set contro Ryan Harrison. A fine stagione disputa a Calgary la prima semifinale in un Challenger e cede dopo due tie-break al vincitore del torneo Ivo Karlović.

### 2019-2021: debutto e finale in Coppa Davis
Nel 2019 esordisce nella squadra croata di Coppa Davis alle fasi finali e viene sconfitto da Andrej Rublëv e Rafael Nadal. Nella Coppa Davis 2020 contribuisce alla vittoria sull'India che garantisce alla Croazia il passaggio alle finali della manifestazione battendo Prajnesh Gunneswaran 3-6, 6-4, 6-2; le Finals della Coppa Davis vengono però rimandate al 2021 a causa della pandemia di COVID-19.
Nel 2021 prende parte per la prima volta alle qualificazioni di un torneo Slam agli Australian Open, batte Ofner e Giustino prima di perdere il match decisivo contro Laaksonen. A novembre è protagonista alle finali di Coppa Davis, supera Popyrin (Australia) nel round robin, Lorenzo Sonego (Italia) nei quarti di Finale e Lajović (Serbia) in semifinale, contribuendo in maniera decisiva al raggiungimento della finale da parte della Croazia. Durante l'ultimo atto subisce la prima sconfitta nel torneo, di nuovo contro Rublëv, e la Russia si aggiudica il titolo dopo la sconfitta di Marin Čilić contro Daniil Medvedev.

### 2022: primo titolo Challenger e top 150
A febbraio disputa la prima finale Challenger in carriera a Bangalore e viene sconfitto in due set  da Tseng Chun-hsin. Supera le qualificazioni e fa il suo esordio nel tabellone principale in una prova del Grande Slam all'Open di Francia, e con il successo su Alessandro Giannessi vince il primo incontro nel main draw di un torneo del circuito maggiore; al secondo turno viene eliminato da Filip Krajinović; a fine torneo fa il suo ingresso nella top 200. Supera il primo turno anche all'ATP 500 di Washington battendo James Duckworth. Consegue un'altra prestigiosa vittoria nella fase a gruppi delle finali di Coppa Davis sconfiggendo il nº 37 del mondo Sebastián Báez, perde gli altri due singolari ma la Croazia si qualifica per i quarti di finale nei quali non verrà schierato, così come nella semifinale persa contro l'Australia. A fine ottobre vince il primo titolo in singolare e in un torneo Challenger a Ortisei sconfiggendo in finale Lukáš Klein con il punteggio di 7-6, 6-3, risultato con cui chiude la stagione al 144º posto mondiale, nuovo miglior ranking.

### 2023: quarto turno agli US Open, quarti di finale al Vienna Open e 72º nel ranking
Fa il suo esordio stagionale alla United Cup 2023 e con le vittorie su Federico Coria e Adrian Mannarino spinge la Croazia nei quarti di finale, dove vince il terzo incontro consecutivo ma è la Grecia a passare in semifinale. A febbraio vince anche l'incontro contro Dominic Thiem nel primo singolare alla qualificazione di Coppa Davis e la Croazia accede alle fasi finali. A fine mese perde la finale al Challenger 125 di Monterrey contro Nuno Borges ed esce in semifinale al Challenger successivo. Alla sua prima esperienza in un Masters 1000, supera le qualificazioni a Indian Wells e al primo turno viene sconfitto al terzo set da Richard Gasquet; a fine torneo porta il best ranking alla 113ª posizione. Ad aprile raggiunge la finale al Challenger di Murcia e viene sconfitto da Matteo Arnaldi. Supera poi le qualificazioni al Madrid Masters ed esce di scena al primo turno, mentre si spinge fino ai quarti al successivo Challenger 175 di Cagliari e sale al 102º posto mondiale.
Non supera le qualificazioni al Roland Garros ed esce al primo turno a Stoccarda e al torneo di Wimbledon, nel quale accede per la prima volta al tabellone principale di una prova del Grande Slam per diritto di classifica. Al suo debutto agli US Open, senza perdere alcun set si spinge per la prima volta al quarto turno in uno Slam con i successi su Hugo Dellien, sul top 40 Mackenzie McDonald e su Jiří Veselý. Viene sconfitto dal vincitore del torneo Novak Đoković, a fine torneo guadagna 28 posizioni ed entra per la prima volta nella top 100, al 77º posto. Si mette in luce anche nella fase a gironi delle Finals di Coppa Davis vincendo due dei tre match disputati superando il nº 11 del mondo Frances Tiafoe e il nº 24 Tallon Griekspoor, successi che non sono sufficienti a evitare l'eliminazione dei croati. Nell'ultimo impegno stagionale si spinge fino ai quarti di finale all'ATP 500 del Vienna Open, viene eliminato da Stefanos Tsitsipas dopo aver sconfitto il nº 12 del mondo Tommy Paul e sale al 72º posto mondiale.

### 2024: infortunio, crollo nel ranking e un titolo Challenger
A metà gennaio si procura un infortunio alla schiena che lo costringe a un lungo periodo di convalescenza. Rientra ad agosto come nº 189 del ranking e non consegue risultati significativi nei primi tornei, in particolare esce nelle qualificazioni agli US Open. Perde quasi tutti i punti guadagnati nell'edizione precedente e a dicembre – dopo aver perso anche i punti del Vienna Open 2023 – scende al 449º posto mondiale nonostante la vittoria a fine ottobre al Sioux Falls Challenger. Vince un solo incontro nel circuito maggiore a settembre nella sfida di Coppa Davis contro la Lituania.

### 2025
Nei primi tornei del 2025 vince solo due incontri nelle qualificazioni degli Australian Open, perde quello decisivo e non fa progressi nel ranking. Si prende una pausa a febbraio dopo la sconfitta al primo turno al Delray Beach Open 2025.

## Statistiche
Aggiornate al 3 marzo 2025.

### Tornei minori

#### Singolare

##### Vittorie (2)
| Legenda tornei minori |
| Challenger (2)        |
| ITF (0)               |

| N. | Data            | Torneo                                              | Superficie  | Avversario in finale | Punteggio   |
| 1. | 30 ottobre 2022 | Internazionali Tennis Val Gardena Südtirol, Ortisei | Cemento (i) | Lukáš Klein          | 7–6(4), 6-3 |
| 2. | 27 ottobre 2024 | Sioux Falls Challenger, Sioux Falls                 | Cemento (i) | Colton Smith         | 6-1, 7-5    |

##### Sconfitte in finale (5)
| Legenda tornei minori |
| Challenger (3)        |
| ITF (2)               |

| N. | Data             | Torneo                          | Superficie  | Avversari in finale | Punteggio   |
| 1. | 11 dicembre 2016 | Turkey F49, Antalya             | Cemento     | Alexandar Lazov     | 6(6)–7, 5-7 |
| 2. | 5 novembre 2017  | Malaysia F3, Kuala Lumpur       | Cemento     | Scott Griekspoor    | 4-6, 2-6    |
| 3. | 13 febbraio 2022 | Bengaluru Open I, Bangalore     | Cemento     | Tseng Chun-hsin     | 4-6, 5-7    |
| 4. | 26 febbraio 2023 | Monterrey Challenger, Monterrey | Cemento     | Nuno Borges         | 4-6, 6(6)-7 |
| 5. | 9 aprile 2023    | Murcia Open, Murcia             | Terra rossa | Matteo Arnaldi      | 4-6, 6(4)-7 |

## Risultati in progressione

### Singolare
| V | F | SF | QF | #T | RR | Q# | A | Z# | PO | O | F-A | SF-B | ND |

(V) Torneo vinto; raggiunto (F) finale, (SF) semifinale, (QF) quarti di finale, (#T) turni 4, 3, 2, 1; (RR) round - robin; (Q#) Turno di qualificazione; (A) assente dal torneo; (Z#) Zona gruppo Coppa Davis/Fed Cup (con indicazione numero); (PO) play-off Coppa Davis o Fed Cup; vinto un (O) oro, (F-A) argento o (SF-B) bronzo ai Giochi Olimpici; (ND) torneo non disputato.

Statistiche aggiornate al torneo di Wimbledon 2023.
| Torneo             | 2019          | 2020          | 2021          | 2022          | 2023          | V-S |
| Grande Slam        |               |               |               |               |               |     |
| Australian Open    | A             | A             | Q3            | A             | A             | 0–0 |
| Roland Garros      | A             | A             | Q2            | 2T            | Q2            | 1–1 |
| Wimbledon          | A             | ND            | Q1            | Q1            | 1T            | 0–1 |
| US Open            | A             | A             | Q1            | Q2            |               | 0–0 |
| Vittorie-Sconfitte | 0–0           | 0–0           | 0–0           | 1–1           | 0–1           | 1–2 |
| Squadre nazionali  |               |               |               |               |               |     |
| Giochi Olimpici    | Non disputati | Non disputati | A             | Non disputati | Non disputati | 0–0 |
| Coppa Davis        | RR            | Q             | F             | SF            |               | 5–5 |
| United Cup         | Non disputata | Non disputata | Non disputata | Non disputata | RR            | 3–0 |
| Vittorie-Sconfitte | 0–2           | 1–0           | 3–1           | 1–2           | 3–0           | 8–5 |